# Arnauld Michel d'Abbadie
Arnaud Michel d'Abbadie (24. července 1815 Dublin Irsko - 13. listopadu 1893 Urrugne Francie) byl francouzský cestovatel a kartograf, který v letech 1838-1848 spolu se svým starším bratrem Antoinem Thomsonem prozkoumal centrální část Etiopie, provedl přesné vyměření jejích nejvýznamnějších míst a opravil její dosavadní hrubé a orientační mapy natolik, že se staly skutečně použitelnými. Arnaud pak zemi ještě sám krátce navštívil v roce 1853.
Zatímco jeho bratr se po návratu zabýval více geodetickým zpracováním jejich putování, Arnauld vydal o jejich putování cestopis Douze ans dans la Haute-Ethiopie (1868). Jako většina cestovatelů té doby se oba d'Abbadiové museli potýkat s podezřeními, že si své zprávy vymysleli, oba však své objevy doložili a dokázali a došli tak uznání. V roce 1850 oba obdrželi medaili Francouzské zeměpisné společnosti.